# Império do Espírito Santo da Serra
O Império do Espírito Santo da Serra localiza-se na freguesia da Ribeirinha, no Concelho de Angra do Heroísmo, na Ilha Terceira, nos Açores.

## História
Edificado em 1911 como devoção e homenagem ao Divino Espírito Santo, localiza-se no sítio do Terreiro do Paço.
Destaca-se por possuir mais uma coroa, única na Terceira, denominada "Coroa da Alegria".
Segundo uma lenda local, o nome desta coroa provém do contentamento do povo ao ver que as lavas, oriundas da erupção do vulcão do Algar do Carvão, se desviavam para o mar no sítio da Serretinha, freguesia da Feteira, onde o povo acorreu em prece com a referida coroa do Espírito Santo e o bastão.